# Tillandsia 'Rosita'
Tillandsia 'Rosita' es un  cultivar híbrido del género Tillandsia perteneciente a la familia  Bromeliaceae.
Es un híbrido creado en el año 1987 con las especies Tillandsia ionantha × desconocido.